# ТЕС Піратінінга
23°42′1″ пд. ш. 46°40′40″ зх. д. / 23.70028° пд. ш. 46.67778° зх. д.
ТЕС Піратінінга — теплова електростанція у бразильському штаті Сан-Паулу. Певний час носила назву ТЕС Fernando Gasparian.
В 1954 році на майданчику станції стали до ладу два блоки з паровими турбінами потужністю по 100 МВт. В 1960-му до них додали ще два конденсаційні блоки з показниками по 136 МВт.
На початку 2000-х власник майданчику Empresa Metropolitana de Water and Energy (EMAE) та нафтогазовий концерн Petrobras спільно реалізували проект Нова Піратінінга. В його межах встановили чотири газові турбіни потужністю по 93 МВт, які живлять відповідну кількість котлів-утилізаторів. Від останніх пар подається до турбін третього та четвертого блоків, котрі були переноміновані до показника у 110 МВт. Таким чином створили два блока комбінованого парогазового циклу потужністю по 296 МВт. Втім, за результатами експлуатації фактична потужність парових турбін у цій схемі становила 82 МВт.
В 2011-му старі блоки 1 та 2 вивели з експлуатації.
У 2019-му отримали екологічне погодження для проекту, який передбачає спорудження на майданчику Піратінінга двох нових блоків загальною потужністю 2555 МВт, які використовуватимуть технологію комбінованого парогазового циклу.
На введених у 1950-х роках блоках спалювали мазут, а в 2001-му старі котли отримали можливість використовувати природний газ. Газові турбіни одразу розраховувались на роботу на блакитному паливі. Останнє надходить до Сан-Паулу по газопроводам Merluzao та Gasan.
Для охолодження використовують воду із каналу Піньєйрус (річка Журубатуба, каналізована в межах спорудження ГЕС Генрі Борден).